# 埃米莉·比彻姆
埃米莉·比彻姆（英語：Emily Beecham，1984年5月12日—），英国女演员和歌手。曾以《小小乔》获得2019年戛纳电影节最佳女演员奖。